# Josiel
Josiel, właśc. Josiel da Rocha (ur. 7 sierpnia 1980 w Rodeio Bonito) – piłkarz brazylijski, występujący na pozycji napastnika.

## Kariera klubowa
Karierę piłkarską Josiel rozpoczął w klubie EC Pelotas w 2001. W latach 2002–2004 był zawodnikiem Internacionalu Santa Maria, którego jest wychowankiem. Przełomem w jego karierze był transfer do EC Juventude w 2005. W lidze brazylijskiej zadebiutował 24 sierpnia 2005 w wygranym 1-0 meczu z Corinthians Paulista. Był to udany debiut, gdyż Josiel w 51 min. zdobył jedyną bramkę w meczu. Pierwszy sezon w brazylijskiej Josiel zakończył z 6 bramkami na koncie w 16 meczach.
Po rozegraniu jednego meczu w sezonie 2006 Josiel odszedł do drugoligowego Brasiliense Brasília. W 2007 Josiel powrócił do brazylijskiej ekstraklasy jako zawodnik Parany Kurytyba. W barwach Parany Josiel rozegrał najlepszy sezon w swojej karierze, strzelając 20 bramek w 36 meczach, dzięki czemu został królem strzelców z ligi brazylijskiej w 2007.
Dobra gra w Paranie zaowocowała transferem do emirackiego klubu Al-Wahda FC. Po paru miesiącach Josiel zdecydował się na powrót do ojczyzny i wypożyczenie do CR Flamengo. W barwach rubro-negro Souza zadebiutował 14 września 2008 w przegranym 0-2 spotkaniu ligowym z São Paulo FC. Z Flamengo Josiel zdobył mistrzostwo stanu Rio de Janeiro – Campeonato Carioca w 2009. W klubie z Rio de Janeiro Josiel występował przez rok i rozegrał w jego barwach 30 meczów, w których strzelił 13 bramek.
Latem 2009 Josiel został wypożyczony przez Al-Wahda do meksykańskiego Jaguares de Chiapas W lidze meksykańskiej zadebiutował 1 sierpnia 2009 w przegranym 0-2 meczu z Deportivo Toluca. Pobyt w Meksyku trwał tylko kilka miesięcy i po rozegraniu 8 meczów Josiel powrócił do Brazylii, gdzie został zawodnikiem Atlético Goianiense. W barwach Atlético zadebiutował 11 września 2010 w wygranym 2-1 meczu ligowym z Fluminense FC. Już w następnym meczu z Santosem FC Josiel strzelił swoją pierwszą bramkę dla Atlético. Z Atlético Josiel zdobył mistrzostwo stanu Goiás – Campeonato Goiano w 2011.
Nie mogąc wywalczyć sobie miejsca w składzie Atlético Josiel latem 2011 odszedł do trzecioligowego Paysandu SC. W barwach Paysandu zadebiutował 26 lipca 2011 w zremisowanym 1-1 meczu z Rio Branco FC. Był to udany debiut, gdyż w 34 min. Josiel zdobył bramkę.